# Дуб черешчатий (Полтава, Матвійчука)
Дуб черешчатий — ботанічна пам'ятка природи місцевого значення в Україні. Розташована в місті Полтаві, за адресою вулиця Юліана Матвійчука, 127.
Площа — 0,01 га. Статус присвоєно згідно з рішенням облвиконкому від 16.11.1979 року № 437. Перебуває у віданні Управління житлово-комунального господарства Полтавського міськвиконкому.
Статус присвоєно для збереження вікового екземпляра дуба звичайного (Quercus robur) віком близько 250 років. Обхват на висоті 1,3 м у 1965 році становив 328 см; у 2016 році — 511 см; у 2021 році — 534 см. 
Описаний у «Інвентаризаційному описі дубів» 1965—1968 років члена міського товариства охорони природи Степана Пащенка.

## Галерея

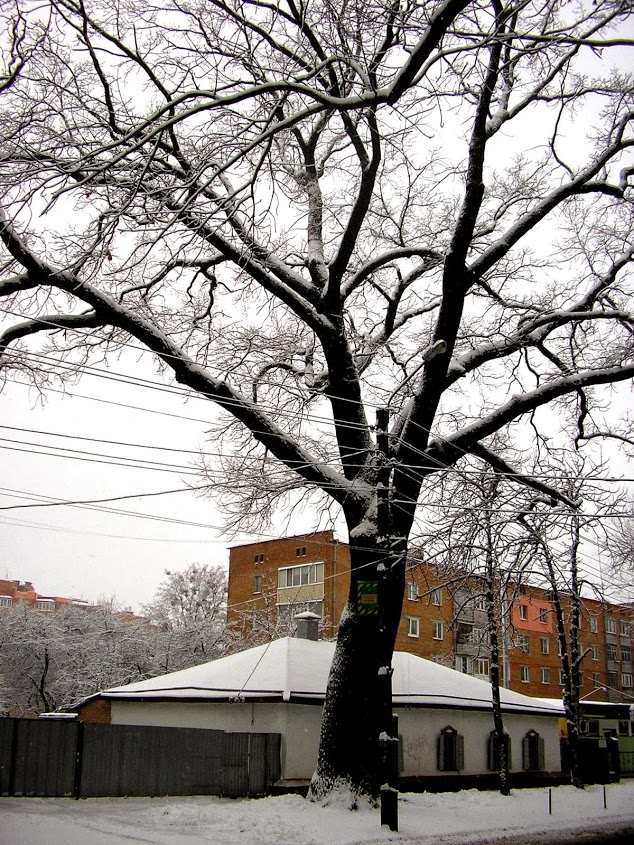
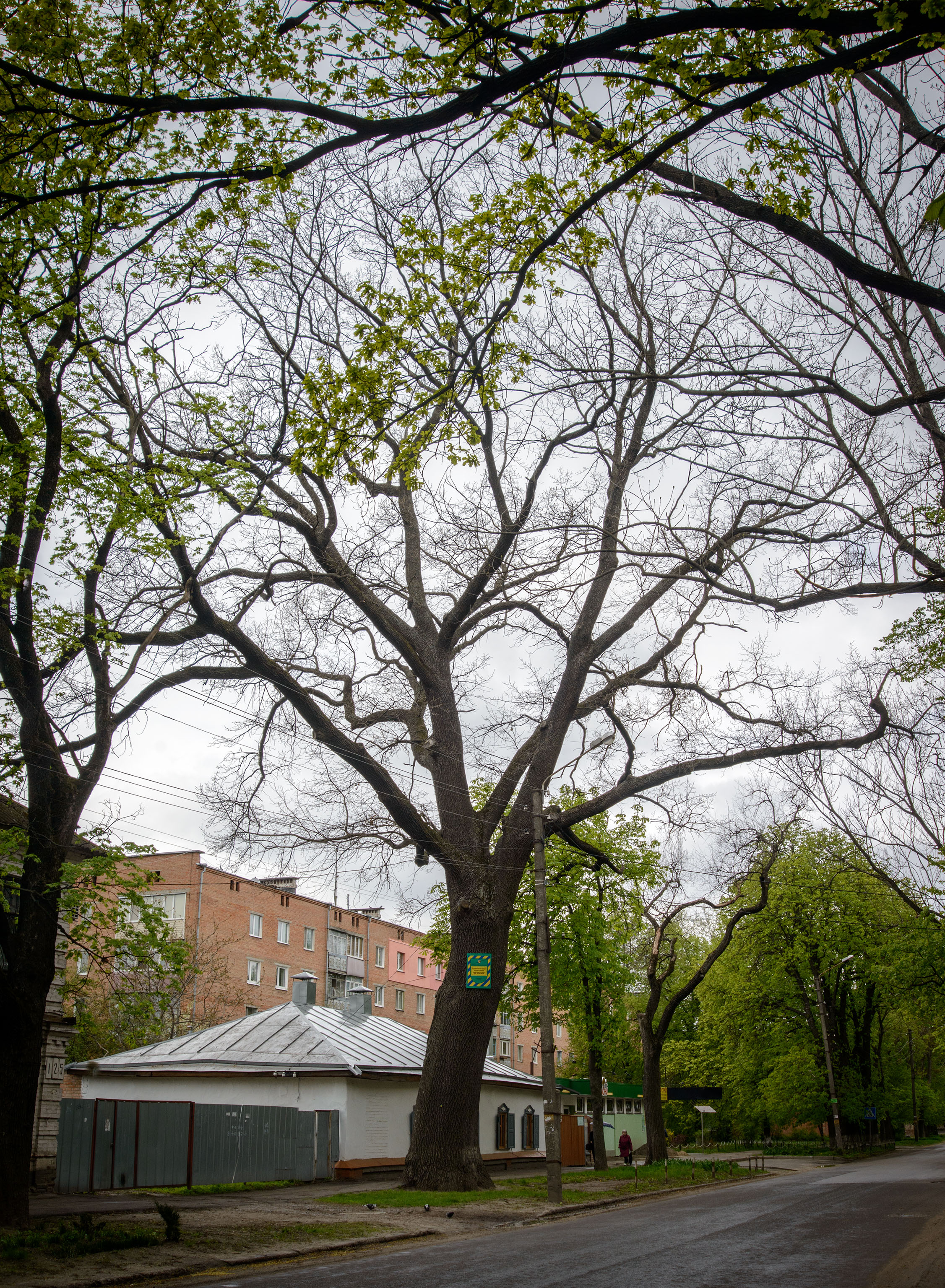
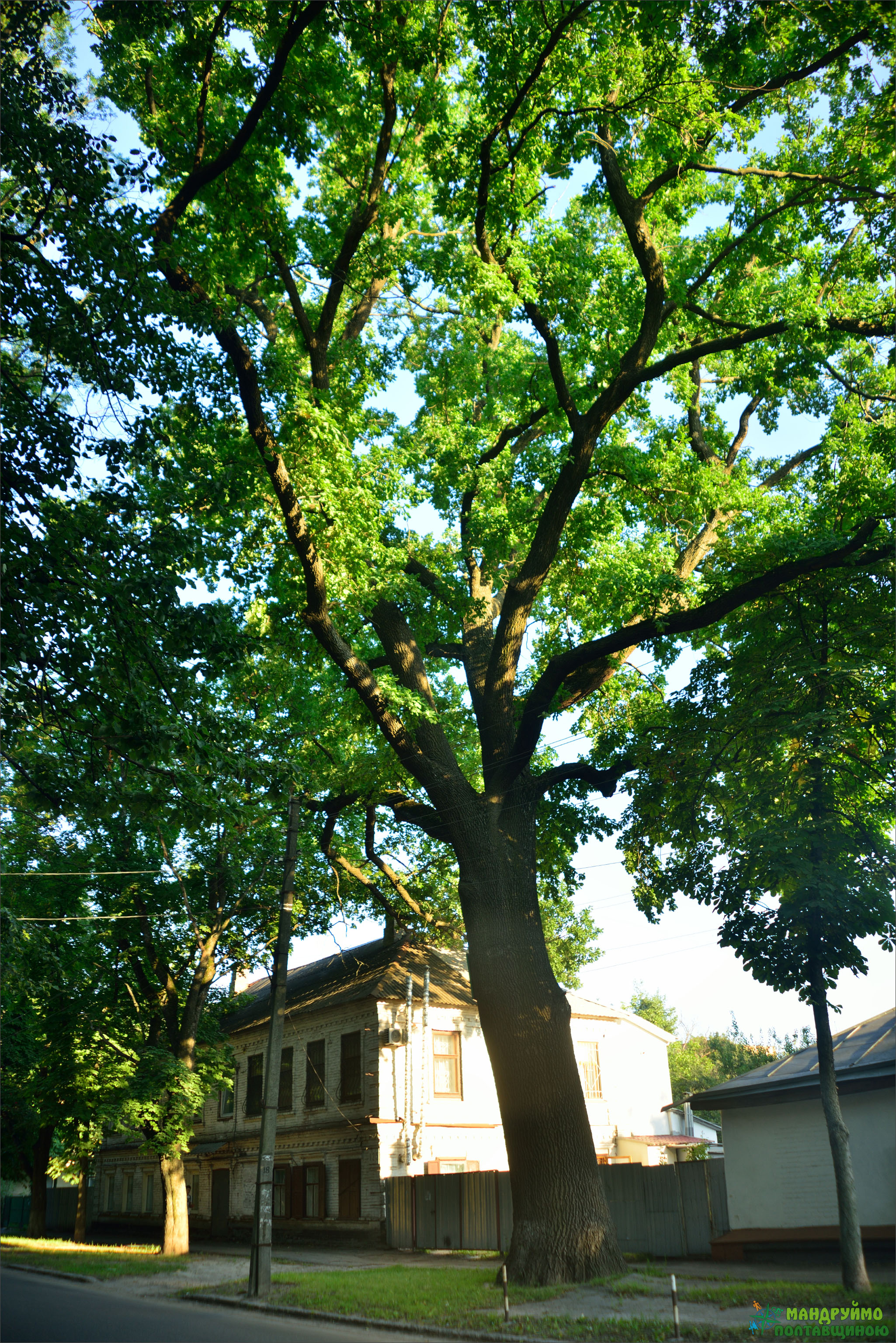
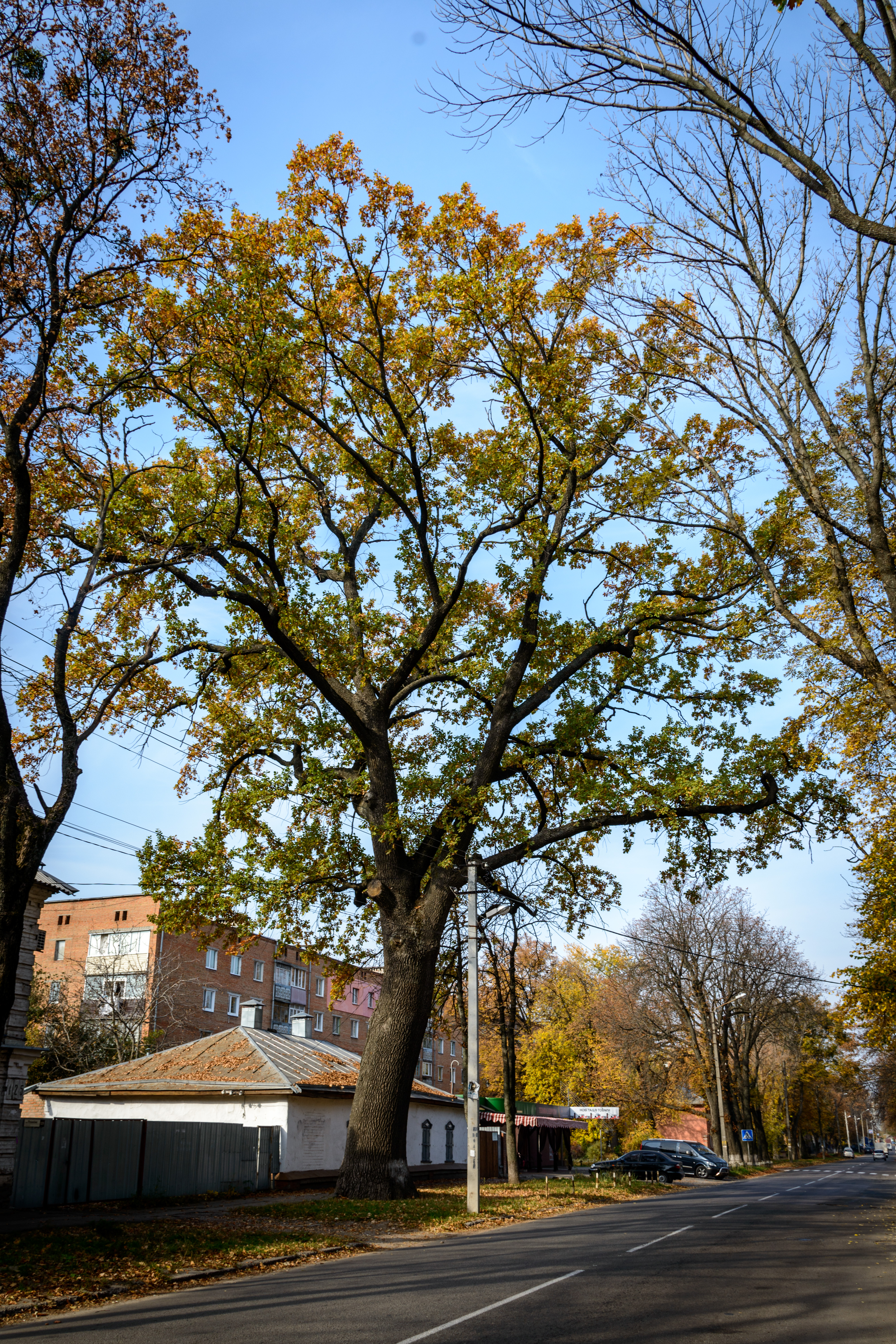